# Strokova, Pereiaslav-Hmelnițki
Strokova (în ucraineană Строкова) este o comună în raionul Pereiaslav-Hmelnițki, regiunea Kiev, Ucraina, formată numai din satul de reședință.

## Demografie
Componența lingvistică a comunei Strokova
     Ucraineană (99,1%)
     Alte limbi (0,9%)
Conform recensământului din 2001, majoritatea populației comunei Strokova era vorbitoare de ucraineană (99,1%), existând în minoritate și vorbitori de alte limbi.